# Цельков
Цельков (нім. Zölkow) — громада в Німеччині, розташована в землі Мекленбург-Передня Померанія. Входить до складу району Людвігслуст-Пархім. Складова частина об'єднання громад Пархімер-Умланд.
Площа — 38,73 км2. Населення становить 742 ос. (станом на 31 грудня 2020).